# Kalona (Iowa)
Kalona – miasto w Stanach Zjednoczonych, w stanie Iowa, w hrabstwie Washington. Zgodnie ze spisem statystycznym z 2000, miasto liczyło 2293 mieszkańców.